# جام ملت‌های اقیانوسیه ۲۰۰۰
جام ملت‌های اقیانوسیه ۲۰۰۰ پنجمین دوره از مسابقات جام ملت‌های اقیانوسیه بود که توسط کنفدراسیون فوتبال اقیانوسیه برگزار شد. در پایان مسابقات تیم ملی فوتبال استرالیا برای سومین بار به مقام قهرمانی رسید.